# Flaming Barriers
Flaming Barriers er en amerikansk stumfilm fra 1924 af George Melford.

## Medvirkende
- Jacqueline Logan som Jerry Malone
- Antonio Moreno som Sam Barton
- Walter Hiers som Henry Van Sickle
- Charles Stanton Ogle som Patrick Malone
- Robert McKim som Joseph Pickens
- Luke Cosgrave som Bill O'Halloran
- Warren Rogers som Mayor Steers
- Claribel Campbell